# 小川美緒
小川 美緒（おがわ みお　12月22日 - ）は、劇団四季所属の俳優。広島県広島市南区出身。

## 人物
広島市出身でカープ女子である。
幼少からそして海外で培ったバレエの技術を生かした踊りや芝居が得意。2009年にはアンデルセンでプリマ・バレリーナの役を務める。
2015年3月14日、JR新白島駅及びアストラムライン新白島駅が開業し、一日駅長を務めJR新白島駅長と一緒に出発合図を行った。

## 経歴
3歳から「滝いつ子バレエスタジオ」でクラシックバレエを始める。当時の将来の夢はバレリーナ。
17歳でローザンヌ国際バレエコンクールに出場し、スカラシップを得てドイツのバイエルン州立音楽大学ミュンヘン・バレエ・アカデミーに留学する。日本では少ないパ・ド・ドゥのクラスもあり、劇場のあるアカデミーで学生時代を過ごす。卒業後ドイツのバレエ団に2年間所属。
バレエ団には研修生として所属し活動をしていたが、行き詰まりを感じることもあり、両親への国際電話で涙したこともあるという。再び大学で学び直そうとしたところで友人から劇団四季のオーディションの話を聞く。
2005年、見事オーディションに合格し、劇団四季に入団する。さらに2006年、高校時代に自身が感動した思い入れのある『オペラ座の怪人』で初舞台を遂げる。2009年にはアンデルセンでバレリーナ役のマダム・ドーロを演じる。

## 出演作品
- オペラ座の怪人 - メグ・ジリー役
- 美女と野獣 - バベット役
- 人間になりたがった猫 - ジリアン役
- アンデルセン - マダム・ドーロ役
- はだかの王様 - 王女サテン役
- コーラスライン - クリスティン役
- 赤毛のアン - ダイアナ・バリー役
- キャッツ - タントミール役
- アナと雪の女王 - アンサンブル